# 焦油

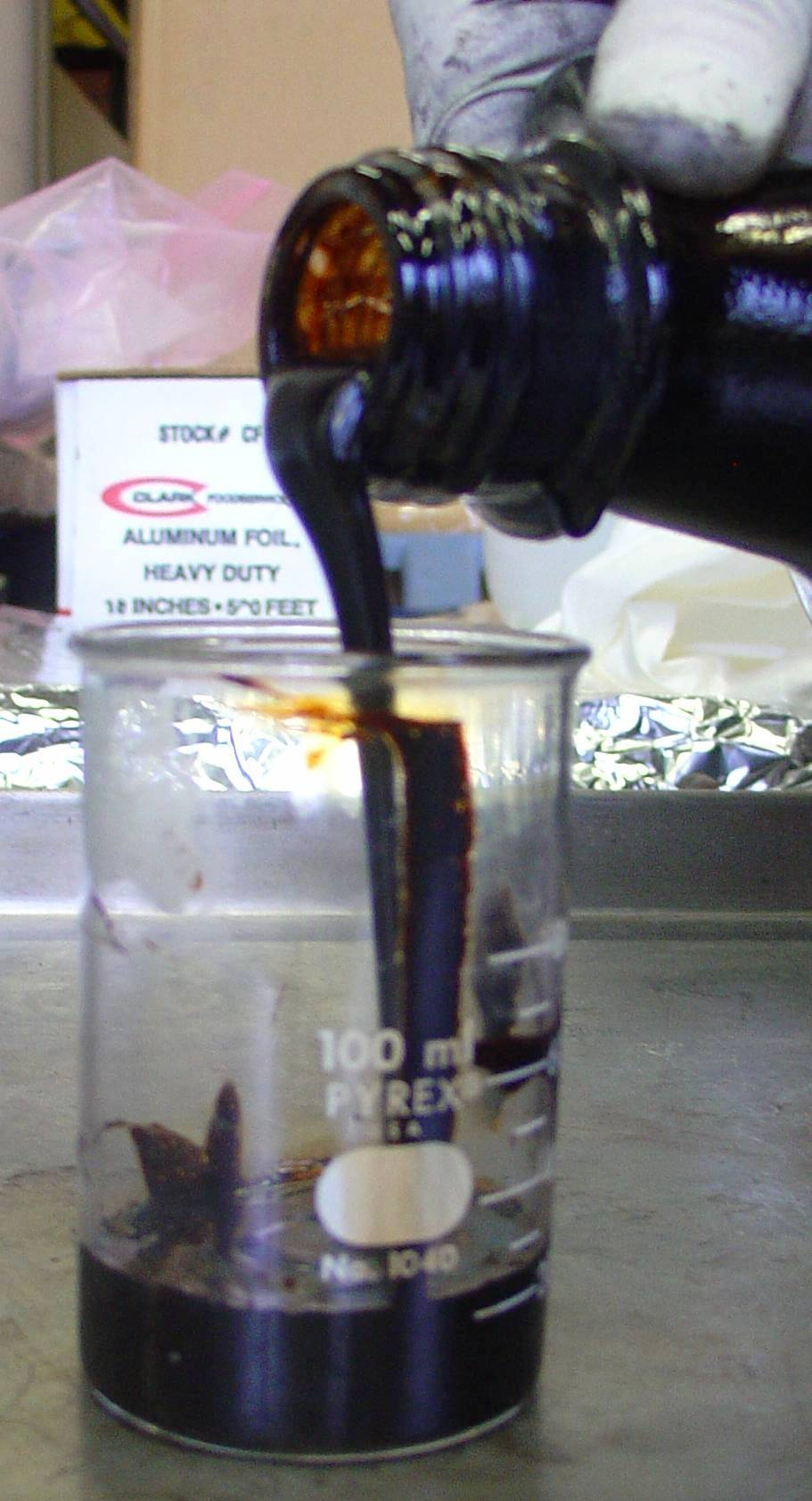
玉米芯经微波裂解产生的焦油。

焦油旧称溚（英語：tar），是一种黑色的粘稠液体，是有机物经过加热干馏的产物，常见的为用煤炼焦产生的煤焦油，但木材干馏也会产生木焦油（如松焦油、樺焦油），此外泥炭干馏，石油分馏产生的重油也被称为焦油。焦油可做為防腐剂。
煤焦油含有高浓度的苯，因此有毒，是多种化工产品的原料。
木焦油有清香的味道，在欧洲古代用于涂布船只、屋顶以防水，此外还用作糖果、酒和其他食品的添加剂，增加香味。菸草燃燒時會產生焦油。
焦油还可以作为治疗某些皮肤病的药品。在古代芬兰也用作药品，芬兰有一句谚语：“如果桑拿浴、酒和焦油都不起作用，这种病就没法治了。”
古代埃及制作木乃伊曾有涂布焦油的。
8世纪时的巴格达就曾经用焦油铺路，现代广泛地使用沥青，在沥青不足的情况下也可能會用重油。